# 城巴797M線
城巴797M線是香港一條已停辦的巴士線，循環來往將軍澳站及將軍澳工業邨。

## 歷史
- 2002年8月18日：配合將軍澳綫全線通車而投入服務，當時來往調景嶺站及將軍澳工業邨，並設有平日早上由清水灣半島往調景嶺站的特別班次。
- 2002年10月27日：來回程繞經清水灣半島，取代平日早上特別班次。
- 2006年7月31日：來回程不再途經蓬萊徑及蓬萊路。
- 2006年8月20日：取消假日服務。
- 2007年4月1日：恢復假日上下午繁忙時間服務。
- 2007年8月5日：往將軍澳工業邨方向改經唐俊街及寶邑路，不經將軍澳站巴士總站及至善街；回程改經寶邑路（寶盈花園）、唐賢街、寶順路、翠嶺路及景嶺路。
- 2010年10月10日：總站由調景嶺站縮短至將軍澳站，並縮減班次，來回程取消寶邑路及清水灣半島巴士站，並簡化將軍澳工業邨行車路線，不再經駿才街、駿盈街、駿光街及駿昌街，來往調景嶺的服務改以八達通轉乘優惠取代，原有清水灣半島往調景嶺站之分段收費取消。[1][2][3]
- 2012年7月9日：往將軍澳工業邨方向加停環保大道近蓬萊路巴士站，往將軍澳站方向加停環保大道近清水灣半島巴士站。[4]

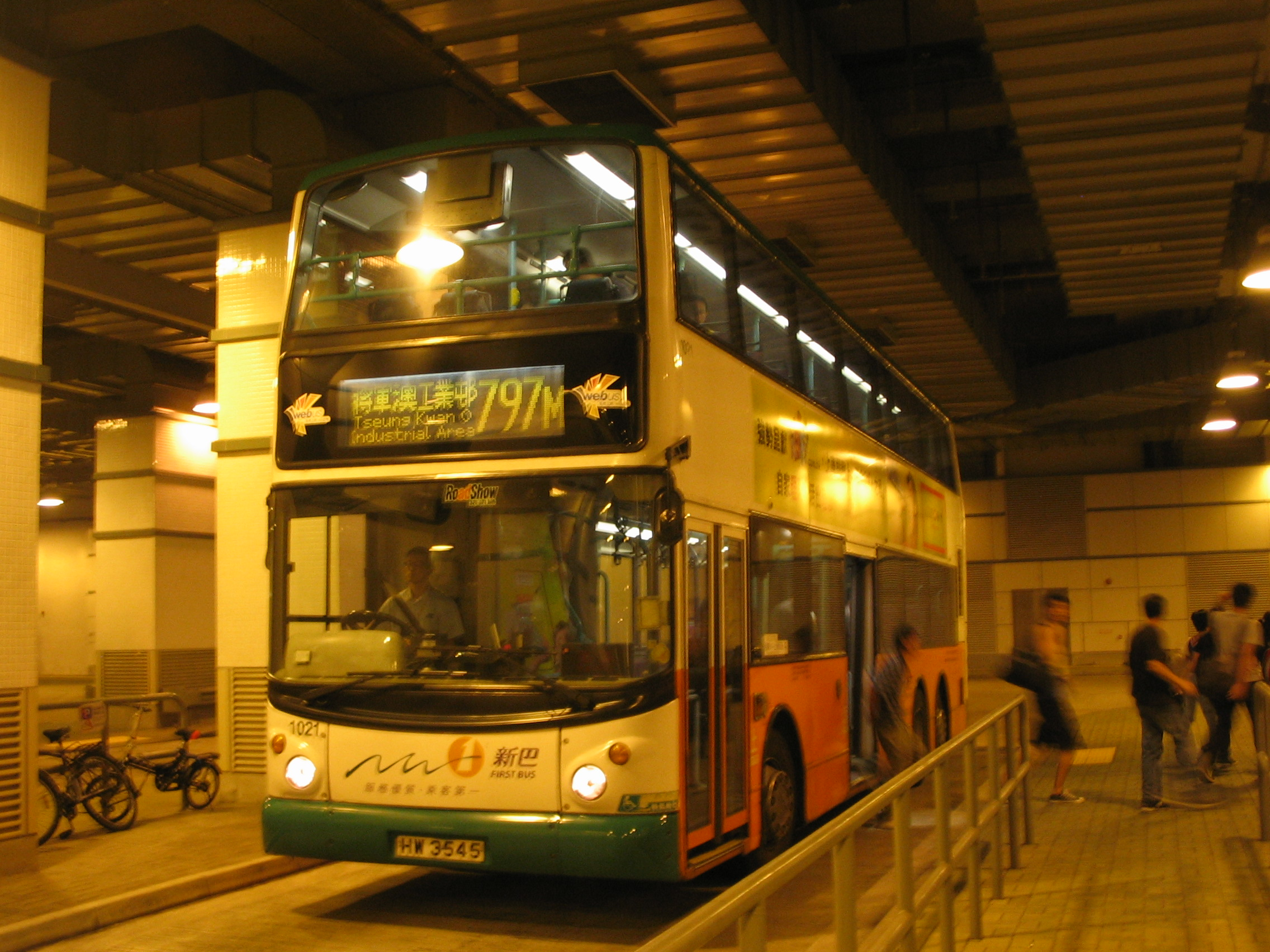
797M初時以調景嶺站作總站

- 2015年9月14日：配合796S線縮減服務，取消與796S線之八達通轉乘優惠[5]。
- 2017年9月25日：因應796X線延長至將軍澳工業邨，削減平日非繁忙時間班次至1小時一班。
- 2018年2月12日：增設實時抵站時間查詢服務。
- 2021年4月26日：星期一至六09:00-16:00的班次，來回程繞經消防及救護學院[6]。
- 2023年7月1日：因應新巴城巴合併，本線改由城巴經營。
- 2023年9月25日：取消服務。由793增加繞經百勝角路特別班次和加設由將軍澳工業邨往健明邨之短途分段收費收費代替。[7]

## 服務時間（詳細班次）
| 將軍澳站開       | 將軍澳站開                               |
| 日期             | 開出時間                                 |
| ---------------- | ---------------------------------------- |
| 星期一至六       | 07:00、07:30、08:00、08:30、09:00、10:00 |
| 星期一至六       | 11:00、12:00、13:00、14:00、15:00、16:00 |
| 星期一至六       | 17:00、17:30、18:00、18:30、19:00、20:00 |
| 星期日及公眾假期 | 07:00、07:30、08:00、08:30、09:00        |
| 星期日及公眾假期 | 09:00-18:00期間不設服務                  |
| 星期日及公眾假期 | 18:00、18:30、19:00、19:30、20:00        |

- 藍字班次來回程加停消防及救護學院。

## 收費
全程：$5.8
| - 本線設有12歲以下小童及65歲或以上長者半價優惠。 - 65歲或以上香港居民使用「樂悠咭」，以及12歲以下合資格殘疾兒童使用「殘疾人士身份」個人八達通繳付車資，均可享有每程$2.0或半價（以較低者為準）的票價優惠；12至64歲合資格殘疾人士使用「殘疾人士身份」個人八達通（包括「樂悠咭」），以及60至64歲香港居民使用「樂悠咭」繳付車資，均可享有每程$2.0或全費（以較低者為準）的票價優惠。 - 65歲或以上長者如使用長者或一般個人八達通繳付車資，則只可享有半價優惠；12至64歲合資格殘疾人士如不使用「殘疾人士身份」個人八達通，以及60至64歲人士如不使用「樂悠咭」繳付車資，必須繳付全費。 - 乘客可以現金或八達通於上車時付款，不設找續。 - 每位成人乘客可免費攜帶最多兩名4歲以下而不佔座位的兒童乘客乘車，超額之4歲以下小童必須繳付小童車費乘車。 - 九龍巴士、城巴及龍運巴士全職員工及家屬（不包括外判職員）可免費乘搭本路線，惟必須拍職員或職員家屬八達通。 - 乘客亦可使用AlipayHK「易乘碼」、支付寶、 WeChatHK／微信支付「搭車碼」、銀聯雲閃付「乘車碼」及BOC Pay「乘車碼」、具有感應式支付功能的VISA、Mastercard及銀聯卡，以及Apple Pay、Google Pay及Samsung Pay流動支付平台繳付車資。使用此支付方式的乘客可享有中途下車之分段收費，以及與其他城巴獨營路線或聯營線城巴班次之轉乘優惠，惟不適用於與非城巴路線之轉乘優惠。使用此支付方式的乘客亦不能享有「公共交通費用補貼計劃」及「長者及合資格殘疾人士公共交通票價優惠計劃」。 |

### 八達通轉乘優惠
乘客登上本線後120分鐘內以同一張八達通卡轉乘以下路線，或從以下路線登車後120分鐘內以同一張八達通卡轉乘本線，次程可獲車資折扣優惠：
797M←→694，次程可獲$3.5折扣優惠
- 797M往將軍澳站 → 694往小西灣邨
- 694往調景嶺站 → 797M往將軍澳工業邨

797M←→793、796X，次程可獲$1折扣優惠
- 797M往將軍澳站 → 793或796X往九龍
- 793或796X往將軍澳 → 797M往將軍澳工業邨

797M往將軍澳站 → 798往調景嶺站，次程車資全免

## 行車路線
經：唐德街、唐俊街、寶邑路、環保大道、百勝角路、環保大道、駿日街、將軍澳工業邨公共運輸交匯處、駿宏街、環保大道、百勝角路、環保大道、寶邑路及唐俊街。
星期一至六 09:00-16:00 的班次加經有粗體字之路段。
| 將軍澳站開 | 將軍澳站開         | 將軍澳站開                 |
| 序號       | 車站名稱           | 位置                       |
| ---------- | ------------------ | -------------------------- |
| 1          | 將軍澳站           | 將軍澳站公共運輸交匯處     |
| 2          | 蓬萊路             | 環保大道                   |
| #          | 消防及救護學院     | 百勝角路                   |
| 3          | 百勝角             | 環保大道                   |
| 4          | 峻瀅               | 環保大道                   |
| 5          | MEGA Plus 數據中心 | 環保大道                   |
| 6          | 大赤沙消防局       | 駿日街                     |
| 7          | 駿日街             | 駿日街                     |
| 8          | 將軍澳工業邨       | 將軍澳工業邨公共運輸交匯處 |
| 9          | 駿宏街             | 駿宏街                     |
| 10         | 駿昌街             | 環保大道                   |
| 11         | 日出康城領都       | 環保大道                   |
| 12         | 日出康城首都       | 環保大道                   |
| #          | 消防及救護學院     | 百勝角路                   |
| 13         | 百勝角             | 環保大道                   |
| 14         | 清水灣半島         | 環保大道                   |
| 15         | 將軍澳站           | 將軍澳站公共運輸交匯處     |

- 有#號之車站祇限星期一至六（公眾假期除外）之09:00-16:00的班次使用

## 客量
雖然本線與前新巴其他「將軍澳九龍專線」設有八達通轉車優惠，但對於「聊勝於無」的優惠車費，而且又比不上九巴轉乘優惠的比例，收效很低，再加上將軍澳創新園的企業大多有廠車接送員工上下班，以致客量一直偏低，淪為九龍巴士298E線的輔助路線，因此前新巴早已對本線採取了放棄態度，初期更過度高估乘客量，平均十多分鐘一班車，客量長期不足致班次不斷縮減至現時30-60分鐘一班，甚至派出單層巴士行走。
日出康城首都入伙後首11年，本線定線與發展商提供的「康城免費穿梭巴士」幾乎重疊（本線自2010年10月10日起縮短至將軍澳站後更變成完全重疊），故本線因此無法扭轉劣勢。運輸署曾經提議本線與796B一併取消，並開辦前往沙田的798代替，最終796B被取消，798於2010年10月10日起投入服務，本路線則縮短至將軍澳站並縮減班次，但康城免費穿梭巴士由2021年1月起停辦後，此線與796X、290X一度成為僅有由環保大道前往將軍澳站的日間運輸服務，鄰近環保大道的日出康城及峻瀅居民雖再次視本線為前往將軍澳站的其中一項選擇，惟九巴於同年7月提供區內分段優惠，令290B、290X與本線直接競爭，加上796E於2022年升格全日服務並改為793，於日間提供與本線完全重疊的服務；由於現時環保大道往返將軍澳市中心的日間交通選擇逐步完善，本線因失去競爭力而導致客量只能維持低水平。
2023年，本線最繁忙一小時的載客率只有38%，非繁忙時段的最高一小時載客率更不足兩成，因此被建議取消，由793線增加繞經百勝角路特別班次和加設由將軍澳工業邨往健明邨之短途分段收費收費代替，有關建議於2023年9月25日實施。